# Neartown
Neartown est une zone localisée dans le centre ouest de Houston et c'est une des zones les plus culturelles de Houston. La portion sud-est du quartier est appelé Montrose et fait 19,42km². Les autres quartiers sont Cherryhurst, Courtlandt Place, Hyde Park, Vermont Commons, Montrose Nord-Est, Mandell Place et Winlow Place.

## Histoire

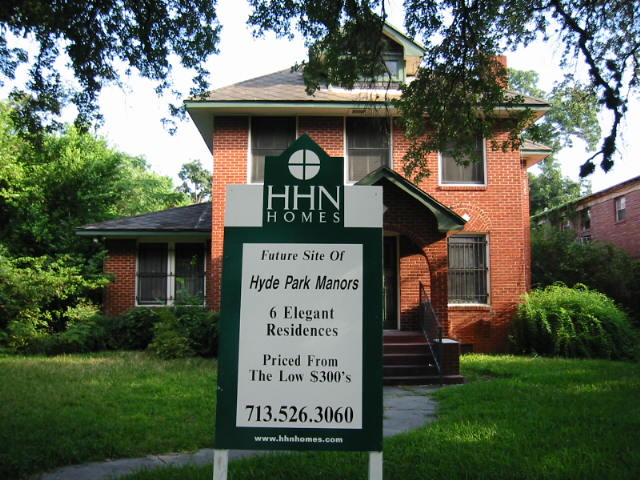
Propriété résidentielle à Neartown

Neartown possède plusieurs des quartiers les plus anciens de Houston. La Neartown Association a débuté en 1963. Le boom immobilier urbain de Houston à partir des années 1990 a transformé Neartown et augmenté considérablement la valeur des propriétés.
Le service de planification de la ville de Houston qualifie Neartown de communauté à usage mixte. Depuis la gentrification des années 1990, les musiciens et les artistes sont remplacés par des professions à  plus  haut revenus (avocats, éducateurs, professionnels de la santé) en raison de loyers plus élevés. En 1997, Katherine Feser du Houston Chronicle déclare que « Montrose [n'est] plus pour les artistes affamés ».
Le 6 juin 2006, un adolescent membre du gang MS-13 nommé Gabriel Granillo est poignardé à mort au parc Ervan Chew.

## Culture
Le centre commercial River Oaks, le premier centre commercial de Houston, est situé à Neartown, à l'est de River Oaks. Construit en 1927 et conçu par l'architecte Hugh Prather, le centre, initialement connu sous le nom de River Oaks Community Center, est l'un des premiers centres commerciaux du pays axés sur l'automobile. Sa conception, avec des arcs d'espaces commerciaux de chaque côté de West Grey Avenue, était considérée comme un modèle pour le développement futur,,. Des parties du centre commercial historique sont démolies en septembre 2007 pour réaménager le site pour une librairie et un parking. Depuis 2008, Landmark Theatres exploite le River Oaks Theatre, un théâtre « art et essai », situé au centre. Le théâtre est la dernière salle de cinéma historique de Houston qui est encore utilisée telle qu'elle est conçue à l'origine.

## Paysage urbain

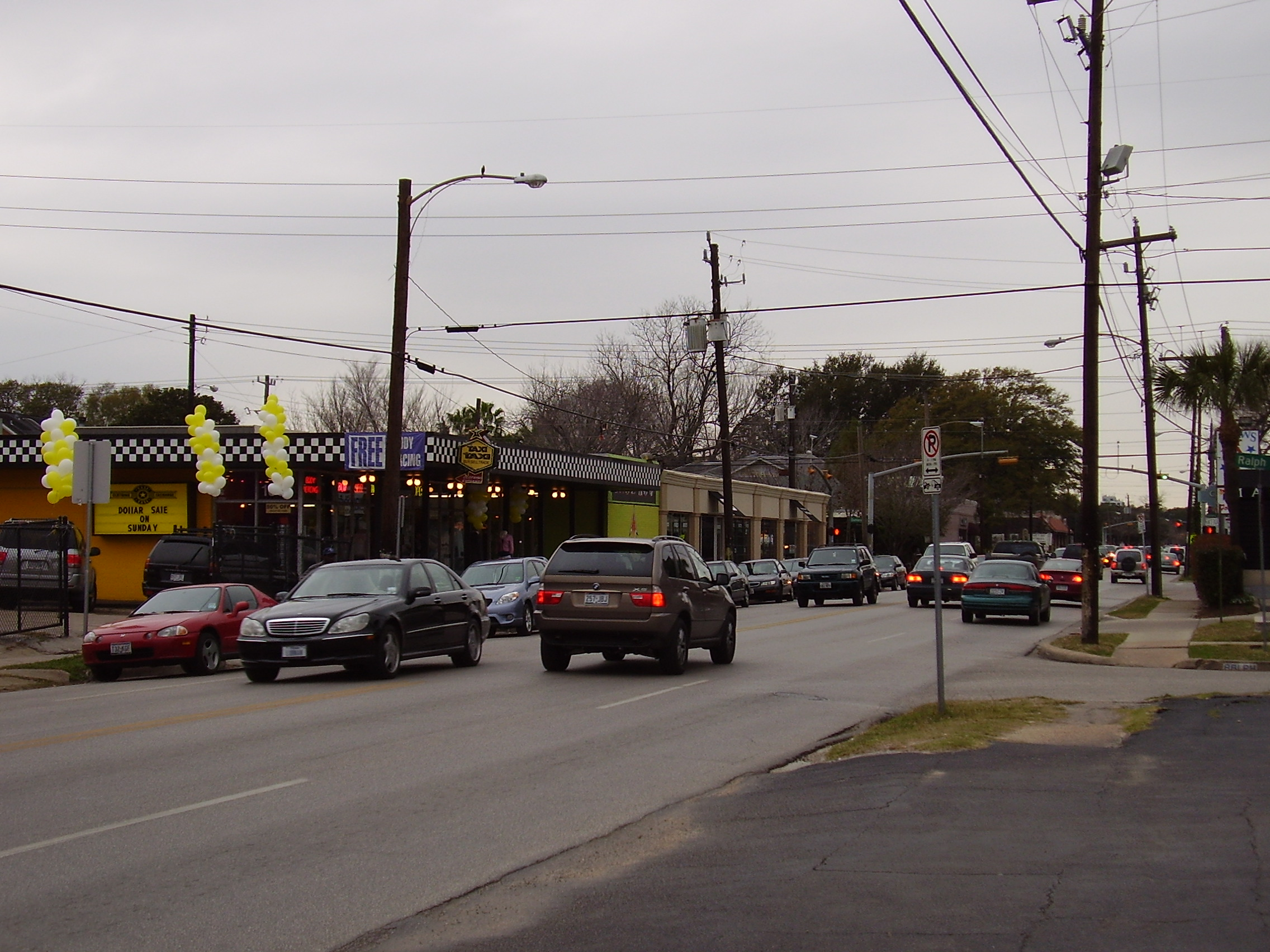
Boutiques le long de Westheimer Road, une artère majeure traversant Neartown

Neartown est décrit en 1973 comme « de vieux bâtiments allant de l'époque victorienne au contreplaqué Ramshackle ». Neartown compte des restaurants et des cafés-terrasses de style européen le long de cinq pâtés de maisons de Westheimer, dont beaucoup sont installés dans des maisons rénovées d'avant la Première Guerre mondiale.

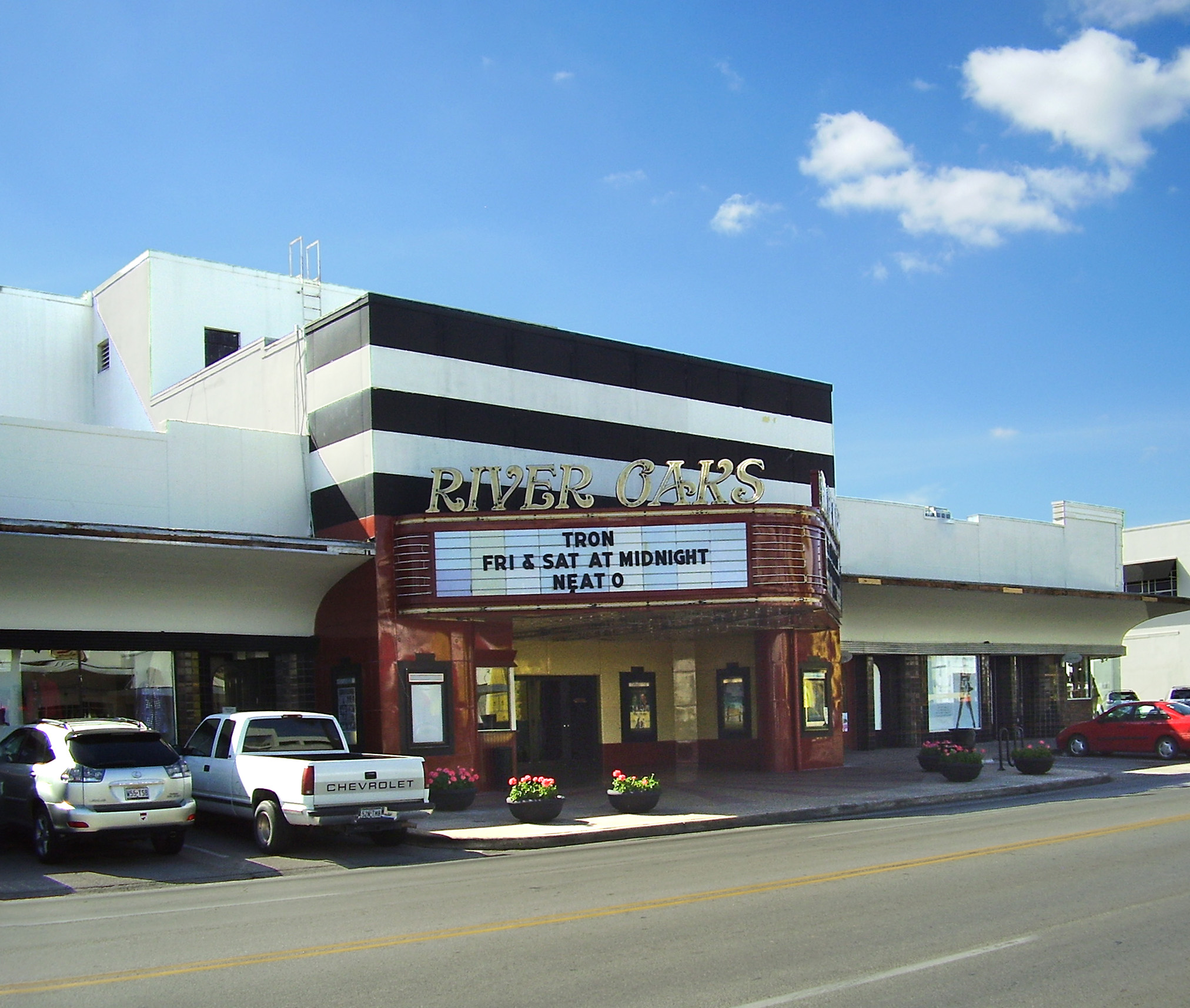
Le River Oaks Theatre, situé dans le centre commercial River Oaks